# Siem Reap (província)
Siem Reap é uma província localizada no noroeste do Camboja, as margens do lago Tonle Sap. Sua capital é a cidade de Siem Reap. Possui uma área de 10.299 km². Em 2008, sua população era de 896.309 habitantes.
A província está subdividida em 12 distritos:
| 1701 | Angkor Chum   |
| 1702 | Angkor Thom   |
| 1703 | Banteay       |
| 1704 | Chi Kraeng    |
| 1706 | Kralanh       |
| 1707 | Puok Thala    |
| 1709 | Prasat Bakong |
| 1710 | Siem Reap     |
| 1711 | Sout Nikom    |
| 1712 | Srei Snam     |
| 1713 | Svay Leu      |
| 1714 | Variin        |